# Münsterische Stiftsfehde
Die Münsterische Stiftsfehde war zwischen 1450 und 1457 ein Streit um die Besetzung des Bischofstuhls in Münster und damit auch um die Herrschaft im Hochstift Münster. Dabei standen sich zunächst Walram von Moers und Erich II. von Hoya als Kandidaten gegenüber. Unterstützt wurden sie von ihren Familien mit Graf Johann von Hoya und Erzbischof Dietrich II. von Moers an der Spitze. Hinzu kamen ihre jeweiligen auswärtigen Verbündeten. Im Inneren des Stifts spielten die Stände namentlich das Domkapitel und die Stadt Münster eine zeitweise eigenständige Rolle. Letztlich konnte sich keine der beiden Seiten durchsetzen.

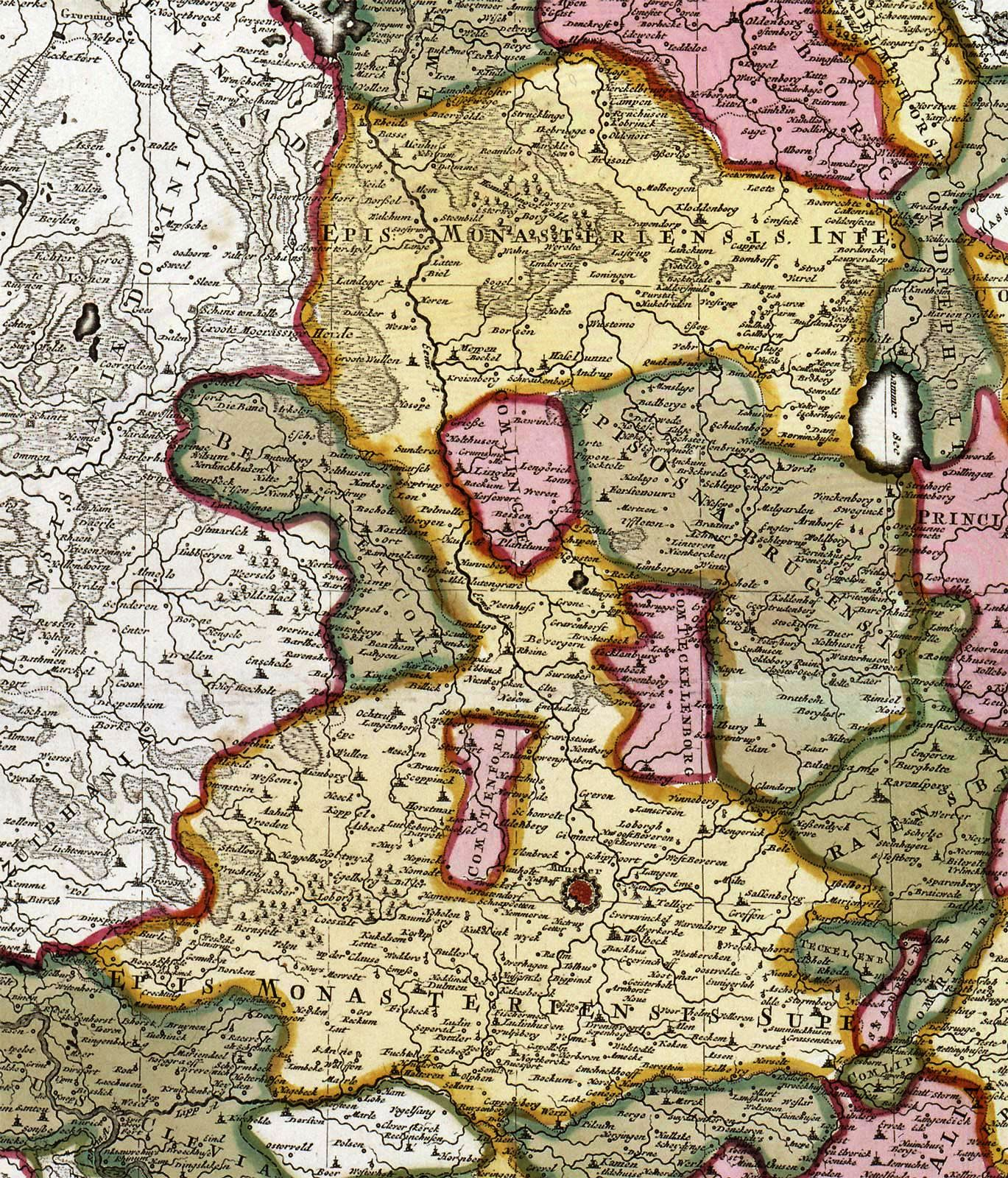
Das Hochstift Münster (Ausschnitt aus einer Karte des Westfälischen Reichskreises aus dem 18. Jahrhundert)

## Vorgeschichte

Wappen der Grafen von Moers

Wappen der Grafen von Hoya

Das Hochstift Münster war eines der bedeutendsten und größten geistlichen Territorien im nordwestdeutschen Raum. Besetzt wurden die Bischofssitze in der Region im späten Mittelalter vorwiegend von Mitgliedern einiger Grafengeschlechter oder von Familien von Edelherren. Die jeweiligen Familien versuchten, wie die Grafen von der Mark, sich die Bischofssitze für ihre nachgeborenen Söhne zu sichern. Gerade auch weniger mächtige Familien nutzten die Möglichkeit, über ein geistliches Territorium ihre Macht zumindest zeitweise zu steigern. Zu dieser Gruppe gehörten die Edelherren zur Lippe, die mehrfach den Bischofssitz in Paderborn besetzten. Die Grafen von Hoya waren im Bistum Osnabrück erfolgreich. Im Bistum Minden gilt dies für die Geschlechter Diepholz und Schaumburg. In der Mitte des 15. Jahrhunderts waren aber die Grafen von Moers in dieser Hinsicht führend. Insbesondere nachdem Dietrich von Moers Erzbischof von Köln geworden war, gelang es der Familie einen Großteil der Bischofssitze im nordwestdeutschen Raum zu besetzen. Ihr Hauptkonkurrent im Bistum Münster war die Familie Hoya.
Im Inneren haben einige Fürstbischöfe, zuletzt insbesondere Otto IV. von Hoya, das Territorium ausgedehnt und kleinere Herrschaften im Inneren ausgeschaltet. Dagegen stand, dass die Bischöfe schon im 13./14. Jahrhundert die Kontrolle über ihre Hauptstadt Münster weitgehend verloren hatten. Diese agierte fast ähnlich unabhängig wie eine reichsunmittelbare Stadt. Auch insgesamt hatten die Stände aus Domkapitel, Ritter und Städten an Einfluss gewonnen und engten den Spielraum der Bischöfe stark ein.
Nach dem Tod des Bischofs Otto IV. gelang es Dietrich von Moers, seinen Bruder Heinrich II. von Moers gegen den Willen der Stadt Münster den Bischofssitz in Münster zu verschaffen. Nachdem der Erzbischof wegen stiftsinterner Streitigkeiten Erich von Hoya das Bistum Osnabrück genommen hatte, setzte er Heinrich dort als Administrator ein. Dieser richtete seine Politik stark an den Interessen des Bruders aus und unterstützte ihn etwa in der Soester Fehde stark. Die Familie von Hoya, die auch die Bistümer Verden und Minden besetzte, sah die Grafen von Moers als Eindringlinge in ihren ureigensten Interessenbereich an. Die Familie von Moers beherrschte neben dem Erzstift Köln, Münster und Osnabrück auch Paderborn und Teile des Bistums Utrecht. Die kriegerische Politik Heinrichs zur Unterstützung seines Bruders brachten dem Hochstift keinen Gewinn, vielmehr bedeutete dies einen starken Anstieg der Schulden und ein Absinken des Wohlstandes.

## Beginn des Konflikts
Im Inneren standen die Stände bei Heinrichs Tod in offenem Aufruhr. Die Bestrebungen des Hauses Moers stießen fortan auf Vorbehalte. Auf der anderen Seite tat Dietrich alles, um Münster weiterhin mit einem Mitglied seiner Familie zu besetzen. Als Nachfolger hatte er seinen Bruder Walram von Moers vorgesehen. Damit geriet er in Konflikt mit dem Haus von Hoya. Johann von Hoya hatte nicht vergessen, dass Dietrich von Moers gegen Mitglieder seiner Familie vorgegangen war. Insbesondere hatte er nicht seine eigenen sechs Jahre Gefangenschaft im Zusammenhang mit den Kämpfen um Osnabrück vergessen. Er wollte seinen Bruder Erich von Hoya zum Nachfolger machen.
Neben den beiden Hauptkonkurrenten um die Bischofswürde, gab es weitere Bewerber. Die Stadt Osnabrück machte sich für Konrad von Diepholz stark. Dieser war Dompropst in Osnabrück und ein Neffe des Utrechter Bischof Rudolf von Diepholz. Dieser unterstützte die Bewerbung, kam aber zu spät, um für seinen Neffen zu werben.
Dietrich von Moers setzte hohe Bestechungsgelder ein, um eine Mehrheit im Domkapitel für seinen Bruder zu gewinnen. Dieser war bis vor kurzem ein Anhänger des Basler Konzils gewesen, ehe er auf Seiten der römischen Kurie trat. Es gelang Dietrich die Mehrheit des Domkapitel bei einem Treffen in Hausdülmen am 15. Juli 1450 auf seine Seite zu bekommen. Aber Johann von Hoya machte seinerseits Stimmung für seinen Bruder Erich. Er gewann vor allem die Bürger der Stadt Münster und den Adel für sich. In der Stadt unterstützten ihn vor allem die Gilden und die Gemeinheit, während die patrizischen Erbmänner des Rates keine Konfrontation wollten.
Johann von Hoya wurde von den weltlichen Ständen zum Stiftsverweser gewählt. Er sollte so lange amtieren, bis der Papst einen den Bürgern und Ritter akzeptablen Bischof ernannt hatte. In einem Schreiben an den Papst nannten sie als Gründe für dieses ungewöhnliche Vorgehen, dass Walram angeblich in früherer Zeit für zwei Morde und andere Verbrechen verantwortlich gewesen wäre. Demgegenüber stellten sie das angeblich untadelige Leben und die wissenschaftliche Bildung des Erich von Hoya heraus. Eine Minderheit von dreizehn Domherren und alle Geistlichen der Stadt schlossen sich dieser Position an. In Osnabrück gelang es Johann von Hoya, seinen Bruder Albert von Hoya zum Administrator zu machen. Dadurch wurde die Position der Familie im Kampf um das Hochstift Münster noch einmal gestärkt.
Johann von Hoya brachte als Verweser die meisten münsterschen Landesburgen unter seine Kontrolle. Um die eigenen Kosten möglichst niedrig zu halten, beschlagnahmte er Güter des Bischofs und Einkommen der Domherren. Außerdem führte er eine Akzise auf Handelswaren ein. Vor diesem Hintergrund waren die Anhänger Walrams im Domkapitel zu Verhandlungen bereit. Es kam zu einem Vergleich, der den Hoyas weit entgegenkam. Danach wurde vereinbart, dass auf dem nächsten Landtag alle Stände an den Papst appellieren sollten, Erich von Hoya das Bischofsamt zu übertragen. Für das Entgegenkommen der Domherren wurden ihnen ihre alten Rechte und Einkünfte zugesichert. Der Landtag billigte dieses Übereinkommen.

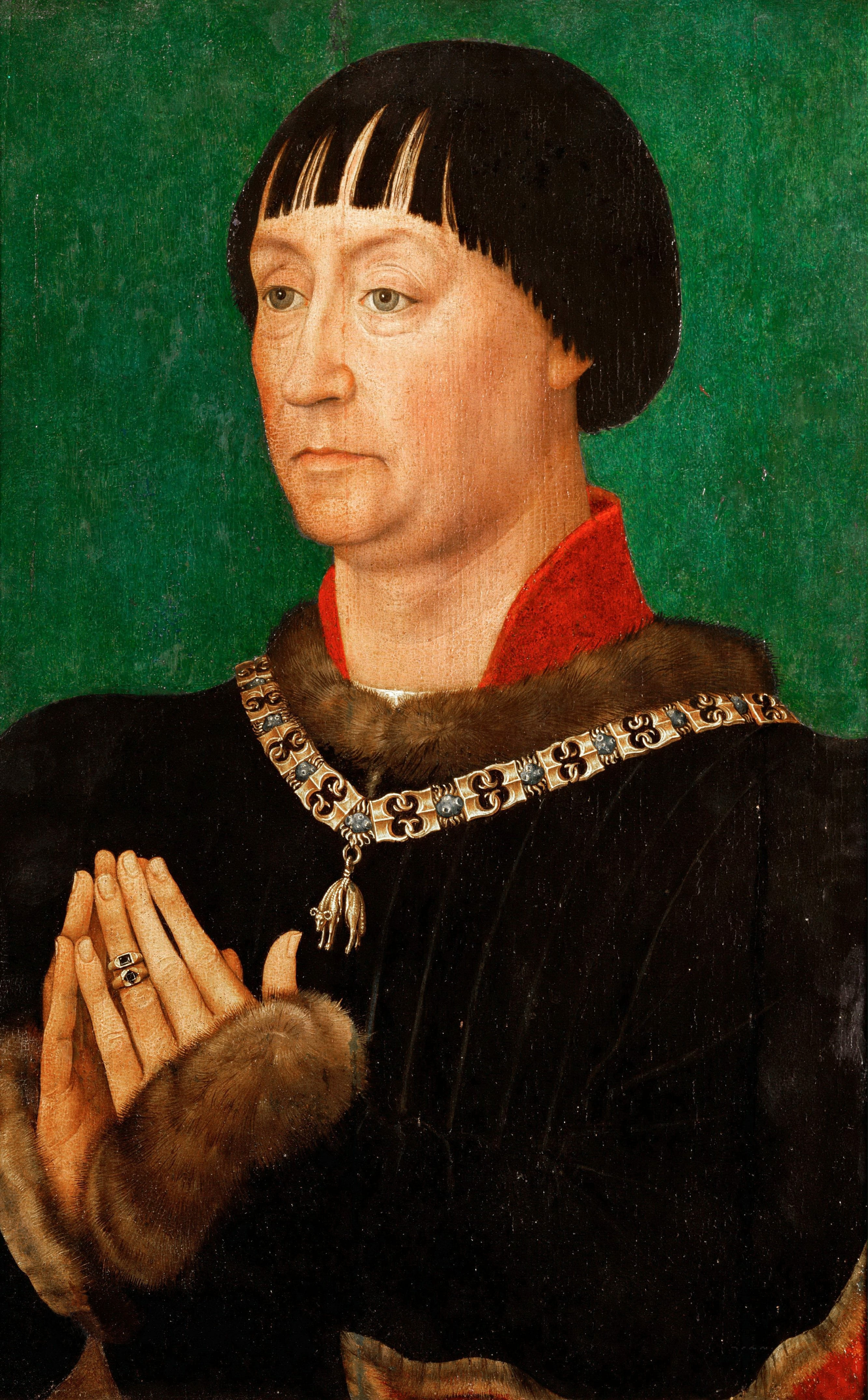
Johann von Kleve war einer der wichtigsten Unterstützer der Hoyaschen Partei

Johann von Hoya eroberte im Januar 1451 die gegnerische Burg Dülmen. In Unkenntnis der inzwischen einmütigen Haltung der Stände für Hoya hatte der Papst Nikolaus V. Walram von Moers zum Bischof ernannt. Die Stadt Münster reagierte darauf, indem sie ein Gutachten der Universität Erfurt anforderte. Dies kam zu dem bemerkenswerten Ergebnis, dass die Stände die Entscheidung des Papstes nicht zu akzeptieren bräuchten, weil der Papst keine Ahnung von den fehlenden Kompetenzen Walram von Moers gehabt hätte.
Unterstützt wurde die Partei Hoyas auch vom Herzogtum Kleve. Herzog Johann von Kleve erhoffte sich davon eine Schwächung des Erzbischofs von Köln. Am 11. Juni 1451 kam mit dem Vertrag von Haus Dülmen ein Bündnis zwischen Kleve und Johann von Hoya zustande. Als Preis für die Unterstützung im Kampf gegen Walram von Moers erhielt Kleve die Ämter Dülmen und Stromberg. Nicht nur militärisch war Kleve ein wertvoller Bündnispartner. Wichtig war auch die Fürsprache durch Philipp von Burgund, ein Onkel des Herzogs, in Rom. Nach dem Vertrag stellte Kleve Walram von Moers die Kriegserklärung zu.
Am selben Tag traf in Münster die Nachricht ein, dass Kaiser Friedrich III. Walram die Regalien verliehen hätte. Nachdem Walram auch die päpstliche Bestätigung erhalten hatte, setzte er einige seiner Gegner in hohen Kirchenämtern ab und ließ über die Anhänger der Gegenseite durch einen päpstlichen Beauftragten das Interdikt verhängen. Die so Gemaßregelten wandten sich erneut an die Universität Erfurt. Diese erklärte alle Maßnahmen Walrams und des Kölner Erzbischofs in seiner Sache für ungültig.  Philipp von Burgund intervenierte im Sinne der Hoyaschen Partei in einem Schreiben nach Rom. Vor weiteren Schritten wollte man abwarten, welche Position Nikolaus von Kues in dieser Sache einnehmen würde.

## Ausbruch der Kämpfe

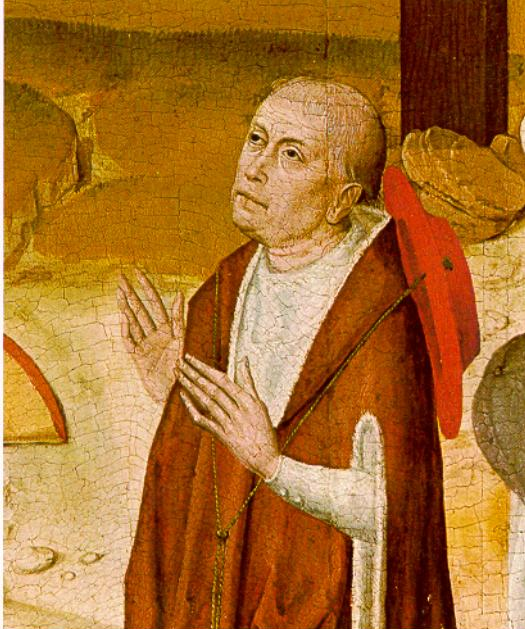
Nikolaus von Kues scheiterte mit seinem Versuch, im Auftrag des Papstes einen Ausbruch der Kämpfe zu verhindern

Inzwischen war im Hochstift die Fehde in Form kleinerer Unternehmungen ausgebrochen. Der größte Teil des Oberstifts wurde in der Folge von der Partei Hoyas beherrscht, Walram besaß nur das Gebiet um Ahaus, Vreden und Ottenstein.
Nikolaus von Kues dürfte wahrscheinlich vom Papst die Anweisung bekommen haben, beide bisherigen Bischofskandidaten durch Konrad von Diepholz zu ersetzen. Nikolaus von Kues äußerte sich indes vor allem gegen die Hoyas. Mit dem Fall Vredens war Walram von Moers auch die letzte Stadt im Hochstift verloren gegangen. Er hat gegenüber Nikolaus von Kues am 21. Januar 1452 die Bereitschaft erklärt, auf das Hochstift zu verzichten, vorausgesetzt, dass es gelänge, die Hoyas aus dem Hochstift zu vertreiben und Konrad von Diepholz zum Bischof zu machen.
Letzterer wurde unter anderem durch seinen Onkel Bischof Rudolf von Utrecht unterstützt. Nunmehr stießen die Hoyas auf stärkeren militärischen Widerstand etwa bei der Belagerung von Ahaus. Zu Beginn des Jahres 1452 besiegte ein Söldnerheer Hoya und die münsterschen Truppen und machte zahlreiche Gefangene. Am 2. Februar erklärten die Unterstützer von Diepholz ihren Gegnern offen die Fehde. Walram verpfändete die letzten ihm verbliebenen Orte Ahaus und Ottenstein an Rudolf von Utrecht. Im Stift selber wuchs die Sympathie für Konrad von Diepholz, dessen Kandidatur schien eine Alternative zu den bisherigen Aspiranten zu sein. Die Stände suchten daher am 6. Oktober 1452 in Coesfeld einen Kompromiss, um sowohl Walram von Moers wie auch Erich von Hoya loszuwerden. Alle bischöflichen Amtshandlungen seit dem Tod Bischof Heinrichs wurden für nichtig erklärt. Allerdings scheiterten diese Friedensbemühungen. Ein Grund war vermutlich, dass Johann von Kleve weiterhin an Erich von Hoya festhielt.
Johann von Hoya, der zuvor die Stadt verlassen hatte, kehrte nach Münster zurück. Gestützt auf die Unterschichten der Stadt Münster übertrug Johann von Hoya die Stiftsregentschaft 1453 de jure auf seinen Bruder Erich, damit dieser sich als Regent bewähren konnte. Obwohl die Bürgermeister der Städte sich dagegen wehrten, mussten sie dies schließlich unter dem Druck der Straße akzeptieren. Erich von Hoya wurde daraufhin in allen Städten gehuldigt.

## Ausweitung des Konflikts
Damit ging der Streit in eine neue Runde. Rudolf von Utrecht erklärte der Stadt Münster und deren Verbündeten am 7. Juli 1453 die Fehde. Ihm gelang es, die Stadt Vreden einzunehmen, die kurz darauf von Johann von Hoya zurückgewonnen werden konnte. Rudolf von Utrecht nutzte Streitigkeiten im gegnerischen Lager und nahm eine Reihe von Städten ein.
Johann von Hoya erzwang vor dem Hintergrund des Siegeszugs der Gegenpartei 1454 die Neuwahl eines seiner Partei wohlgesinnten Stadtrates in Münster. Dabei stammte die Mehrheit aus Gilden und Gemeinheit, nur noch wenige Erbmänner waren vertreten. In Münster begann sich Widerstand gegen das harte Regiment der Hoyas zu regen. Auch der Hansetag verlangte im Oktober 1454 die Wiederherstellung der alten Ratsverfassung.
Die Seite um Walram von Moers und den Bischof von Utrecht erreichte es, vom Papst die Zusicherung zu erhalten, dass alle von der Gegenseite an den Papst gerichteten Beschwerden über von Walram verhängte geistliche Strafen für unwirksam erklärt wurden. Denjenigen, die sich auf Seiten Walrams stellen würden, wurde die Lossprechung vom Kirchenbann zugesichert. Als erste Stadt machte Coesfeld von dem Angebot Gebrauch. Diese wurde zur Residenz Walrams.
Weil Johann von Kleve zeitweise wegen seiner Hochzeit als Unterstützer ausfiel, wandte sich Johann von Hoya mit Bitte um Hilfe an Herzog Friedrich von Braunschweig-Lüneburg. Mit dessen Hilfe griff Johann von Hoya plündernd und zerstörend die Gegend von Coesfeld und die Grafschaft Bentheim an, die die Gegenseite unterstützte. Walram und Dietrich von Moers fehlten zunächst die Mittel, um sich dagegen zu wehren. Im Juli kam eine Truppe des Erzbischofs bei Dülmen an. Durch einen taktischen Fehler des Grafen Johann von Hoya war die Truppe des Herzogs Friedrich allein, als die Armee der Verbündeten mit Dietrich von Moers, Walram von Moers, Rudolf von Utrecht, Bernhard von Bentheim, Bernhard zur Lippe und Konrad von Diepholz angriff und den Gegnern in der Schlacht bei Varlar eine vernichtende Niederlage beibrachte. Der Herzog wurde gefangen genommen. Ein energischer weiterer Vorstoß hätte zum Erfolg führen können, aber die Verbündeten wurden von internen Streitigkeiten behindert.

## Kleinkrieg und Verhandlungen
Johann von Hoya merkte, dass die Stimmung in Münster sich gegen ihn wendete. Er bot Kleve die Überlassung aller Städte und Burgen an. Johann von Kleve aber hatte mittlerweile andere Pläne. Er wollte das Bistum Simon zur Lippe verschaffen, während Erich von Hoya das Bistum Osnabrück bekommen sollte. Er hatte auch dazu beigetragen, dass Bischof Rudolf aus Utrecht vertrieben wurde. Kurze Zeit später starb dieser, nachdem er noch seine Rechte an Ahaus und Ottenstein an Konrad von Diepholz abgetreten hatte. Mit seinem Tod verlor die Partei um das Haus Moers und Konrad von Diepholz ihren stärksten Unterstützer. Letzterer wurde Bischof von Osnabrück, gab aber sein Ziel auch Bischof in Münster zu werden nicht auf.
Im Bistum Münster standen sich weiterhin Walram von Moers und die Partei um Johann von Hoya gegenüber. Allerdings betrieb Dietrich von Moers die Angelegenheit mit wenig Energie. Daher gingen die Auseinandersetzungen in Form eines Kleinkrieges weiter. Daneben fanden Verhandlungen statt, die zu keinem Ergebnis führten. Ein großer Erfolg war dann zu Beginn des Jahres 1456 die Eroberung von Coesfeld durch Johann von Hoya. Im Oktober 1456 starb dann in Arnheim Walram von Moers. Johann von Hoya setzte nun auf die Unterstützung durch den Herzog von Burgund. Dieser sprach sich für Erich von Hoya gegenüber dem Papst Calixt III. aus, der hoffte, die Burgunder für den Türkenkrieg gewinnen zu können. Die deutliche Unterstützung Philipp von Burgunds für die Sache der Hoyas führte dazu, dass sich die Städte deutlicher als in den letzten Jahren auf die Seite Johann von Hoyas stellten. Erich von Hoya wurde von zwei Domherren zum Bischof postuliert. Die Mehrheit der Domherren entschied sich jedoch für Konrad von Diepholz. Beide Seiten ersuchten Rom um eine Entscheidung.
Johann von Hoya suchte seine Stellung in Münster dadurch zu stärken, dass er Anfang 1457 die Bürgerschaft erwarb und der Schmiedezunft beitrat. Kurze Zeit später wurde er in den Rat gewählt. Der Papst entschied sich jedoch für Johann von Pfalz-Simmern, der an den bisherigen Streitigkeiten völlig unbeteiligt gewesen war. Johann von Hoya suchte vergeblich noch einmal um die Unterstützung Kleves und Burgunds nach. Auch die Hoffnungen Konrads von Diepholz, seine Position zu halten, scheiterten.

## Ende des Streits und Folgen
Am 23. Oktober 1457 wurde der Kranenburger Vertrag abgeschlossen, der den Konflikt beendete; dabei wirkte auch der Franziskaner-Observant Johannes Brugmann aus dem Münsteraner Observantenkloster mit. Der Vertrag sah vor, dass Erich von Hoya lebenslang Einkünfte in Höhe der Kölner Dompropstei erhalten sollte. Die Stadt Münster verpflichtete sich, den neuen Bischof anzuerkennen, ihn in die Stadt zu lassen und ihm zu huldigen. Auf der anderen Seite sagte der neue Bischof zu, die bisherigen Privilegien der Stadt anzuerkennen. Der neue Bischof erkannte zudem die Verpfändung der Ämter Dülmen und Stromberg an den Herzog von Kleve an. Dieser erhielt zudem eine Entschädigung von 11.000 rheinischen Gulden. Anfang November zog der neue Bischof in Münster ein, leistete kurze Zeit später den Amtseid und beschwor die Wahlkapitulation.
Johann von Hoya hatte zuvor heimlich die Stadt verlassen. Erich von Hoya starb bereits 1458. Die ihm verpfändete Burg Bevergern fiel an das Hochstift zurück. Nach dem Friedensschluss normalisierte sich das Leben im Hochstift rasch. In Münster war auf Dauer die beherrschende Stellung der Erbmänner im Stadtrat gebrochen, die Gilden behielten das Recht, dort Mitglieder zu stellen. Den Erbmännern stand nur noch die Hälfte des Rates zu. Am Ende zeigte sich, dass das Hochstift nur Objekt im Machtspiel der großen Geschlechter war. Kaiser und Papst hatten jeglichen Einfluss verloren. In der Ära Heinrichs und Walrams von Moers setzten die Bischöfe so gut wie keine geistlichen Impulse mehr.